# Mustafa Mohammed
Mustafa Mohammed (Bagdad, 14 de enero de 1998) es un futbolista iraquí que juega en la demarcación de defensa. Tras jugar para el Mes Rafsanjan FC, se encuentra sin equipo.

## Trayectoria

### Clubes
Tras formarse en las categorías inferiores del Al-Jaish Bagdad, fue traspasado al Al-Kahrabaa SC en 2014 para jugar en la Liga Premier de Irak. Además jugó para el Al-Shorta SC y el Al-Talaba SC. En 2017 se marchó al Al-Zawraa SC. Con el club debutó internacionalmente en la Copa AFC en un partido contra el Al Ahed SC. Además jugó también la Liga de Campeones de la AFC. Además llegó a ganar con el club la Liga Premier de Irak en 2018 y la Copa de Irak en 2019. Tras dejar el club en 2021, pasó por el Al-Qasim SC y el Al-Quwa Al-Jawiya, con quien llegó a jugar seis partidos en la Liga de Campeones de la AFC 2022. Seguidamente jugó para el Al-Diwaniya FC, Al-Zawraa SC, y finalmente, para el Mes Rafsanjan FC, club con el que llegó a jugar la final de la Copa Hazfi en 2024, y que abandonó en el mercado de verano del mismo año.

### Selección nacional
Empezó a jugar para la selección en la categoría sub-17, llegando a disputar la Copa Mundial de Fútbol Sub-17 de 2013. Tras jugar además en la categoría sub-20 y en la sub-23, finalmente, el 28 de febrero de 2018, hizo su debut con la selección de Irak absoluta en un partido amistoso contra Arabia Saudita que finalizó con un resultado de 4-1 a favor del combinado iraquí tras el gol de Hassan Muath para el combinado saudita, y un gol de Emad Mohsin, un doblete de Mohanad Ali y un autogol de Saeed Al-Rubaie para Irak. Posteriormente disputó el Campeonato de la WAFF 2019, donde Irak llegó a la final el 14 de agosto de 2019, perdiendo contra Baréin por 0-1. A finales de 2019 disputó también la Copa de Naciones del Golfo de 2019, llegando junto a su selección a semifinales, donde volvieron a perder contra Baréin, esta vez en la tanda de penaltis tras empatar a dos. Además disputó un partido de clasificación para la Copa Mundial de Fútbol de 2022 contra Emiratos Árabes Unidos que finalizó con un marcador de 1-0 favorable al combinado iraquí tras el gol de Hussein Ali.

### Participaciones en Campeonatos de la WAFF
| Campeonato                 | Sede | Resultado  | Partidos | Goles |
| -------------------------- | ---- | ---------- | -------- | ----- |
| Campeonato de la WAFF 2019 | Irak | Subcampeón | 2        | 0     |

### Participaciones en Copa de Naciones del Golfo
| Copa de Naciones del Golfo         | Sede  | Resultado   | Partidos | Goles |
| ---------------------------------- | ----- | ----------- | -------- | ----- |
| Copa de Naciones del Golfo de 2019 | Catar | Semifinales | 2        | 0     |

## Clubes
| Club              | País | Año       | Partidos | Goles |
| ----------------- | ---- | --------- | -------- | ----- |
| Al-Kahrabaa SC    | Irak | 2014-2015 |          |       |
| Al-Shorta SC      | Irak | 2015      |          |       |
| Al-Talaba SC      | Irak | 2015-2017 |          |       |
| Al-Zawraa SC      | Irak | 2017-2021 | 11       | 0     |
| Al-Qasim SC       | Irak | 2021      |          |       |
| Al-Quwa Al-Jawiya | Irak | 2021-2022 | 7        | 1     |
| Al-Diwaniya FC    | Irak | 2022      |          |       |
| Al-Zawraa SC      | Irak | 2022-2023 | 2+       | 1     |
| Mes Rafsanjan FC  | Irán | 2023-2024 | 1        | 0     |

## Palmarés

### Campeonatos nacionales
| Título               | Club         | País | Año  |
| -------------------- | ------------ | ---- | ---- |
| Liga Premier de Irak | Al-Zawraa SC | Irak | 2018 |
| Copa de Irak         | Al-Zawraa SC | Irak | 2019 |